# Hadem
Hadem is een plaats in de Duitse gemeente Hilchenbach, deelstaat Noordrijn-Westfalen, en telt 405 inwoners (2006).